# Supercrociera

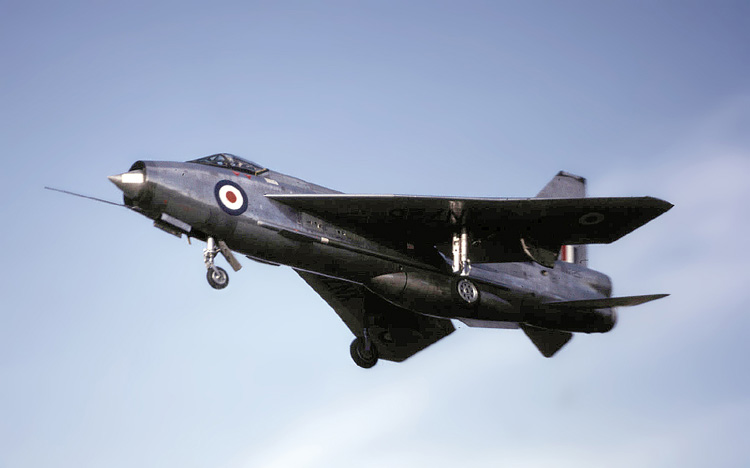
L'English Electric Lightning fu il primo aereo con capacità di supercrociera.

Si chiama supercrociera (dall’inglese supercruise, a sua volta contrazione di supersonic cruise) il volo supersonico protratto nel tempo di un aeromobile supersonico con carico utile (passeggeri o un carico bellico) ed eseguito in modo efficiente, cosa che tipicamente preclude l’utilizzo dei postbruciatori, dispositivi altamente inefficienti. 
La maggioranza degli aerei militari, anche se molto potenti e ben apprezzati nel loro ruolo, non ha capacità di supercrociera, poiché questi apparecchi riescono a mantenere le condizioni di volo supersonico solo per brevi spunti (tipicamente con l’uso dei postbruciatori), mentre normalmente effettuano il volo di crociera mantenendosi a velocità subsoniche.
Uno dei più noti ed evidenti esempi di questo tipo di aerei fu l'aereo supersonico da trasporto passeggeri anglo-francese Concorde. A causa del suo lungo tempo di servizio su linee commerciali, il Concorde ha il record del maggior tempo passato in modalità di supercrociera: ha infatti trascorso più tempo in tale regime di volo che tutti gli altri aerei messi assieme.
Sono invece casi particolari quelli di aerei come il velocissimo ricognitore statunitense SR-71 Blackbird, che fu progettato per volare continuativamente a velocità supersoniche mantenendo i postbruciatori accesi, a causa del particolarissimo regime termo-fluidodinamico all'interno dei suoi motori (autoturboreattori).

## Vantaggi
La maggior parte degli aerei militari utilizza il postbruciatore per volare occasionalmente a velocità supersoniche, che non potrebbe raggiungere utilizzando la sola spinta “a secco” del motore a getto. In questi casi, il postbruciatore è altamente inefficiente rispetto al normale modo di funzionamento dei motori a causa delle basse pressioni che si trovano tipicamente nella sezione di scarico del motore, e i motori in sé sono più efficienti quando il postbruciatore non è attivato, sebbene forniscano molta meno spinta propulsiva.
A ogni modo, il tipico forte consumo di carburante di questa modalità di funzionamento limita la maggior parte degli aerei a utilizzare il postbruciatore solamente per brevi periodi.
Perciò, un aereo che riesce a sfruttare la capacità di volare in modo supercrociera ha in generale la capacità di volare a velocità supersoniche per un tempo molto maggiore, che gli altri non possono permettersi a causa dei consumi eccessivi.
La capacità di volare in regime di supercrociera fornisce anche un notevole vantaggio agli aerei stealth, poiché evita di rivelare la loro presenza accendendo il postbruciatore, il cui getto incandescente d’uscita, oltre a essere visivamente appariscente, rifletterebbe i segnali radar e creerebbe anche una significativa impronta all’infrarosso.

## Storia

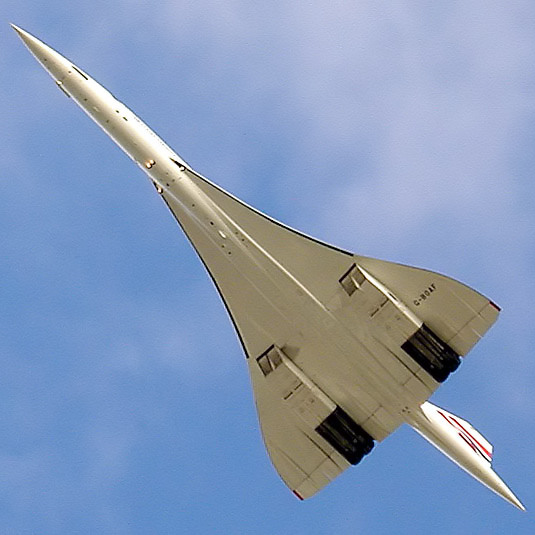
Il Concorde compiva voli di routine in regime di supercrociera, principalmente sull’Atlantico, permettendo di viaggiare da Londra a New York in 3 ore, un record che deve ancora essere battuto da qualunque aereo commerciale attualmente in servizio.

Il 3 agosto 1954 un aereo da ricerca Gerfaut (Girfalco) della francese Nord, spinto da un motore ATAR 101D2A, oltrepassava Mach 1 in volo livellato senza l’utilizzo del postbruciatore.
Il primo tentativo di aereo da produzione a superare la velocità di Mach 1 in volo livellato senza l’ausilio di postbruciatori ebbe luogo l’11 agosto 1954, con il prototipo P.1 del caccia English Electric Lightning, spinto dall’Armstrong Siddeley Sapphire (senza postbruciatore).
Prima del P.1, il preprototipo con matricola militare WG760, pilotato dal collaudatore Roland Beamont, aveva inavvertitamente superato Mach 1 nel corso della salita del suo primo volo: il 4 agosto 1954, anche se a causa di un errore di posizione, il Machmetro aveva mostrato solo un massimo di Mach 0,95 e Beamont, che non aveva notato alcuna modifica nel comportamento dell'aeromobile, rimase sorpreso quando fu informato del fatto dopo che i dati di volo erano stati analizzati. Tuttavia, questa primissima dimostrazione di supercrociera era estremamente limitata: il Lightning poteva volare in regime di supercrociera a circa Mach 1,02 mentre le versioni successive erano in grado di ottenere velocità molto più elevate.
Il bombardiere/ricognitore inglese TSR-2, che volò per la prima volta il 27 settembre 1964, fu uno dei primi aerei militari specificatamente progettati per volare in regime di supercrociera: uno dei suoi profili di missione prevedeva una crociera supersonica a Mach 2,00 a 50-58.000 piedi (15.000 – 17.400 m), mentre la velocità di supercrociera a basse quote era di Mach 1,1 a 200 piedi (60 m). Il TSR-2 usava motori Bristol Olympus, di cui una successiva versione avrebbe motorizzato anche il Concorde.

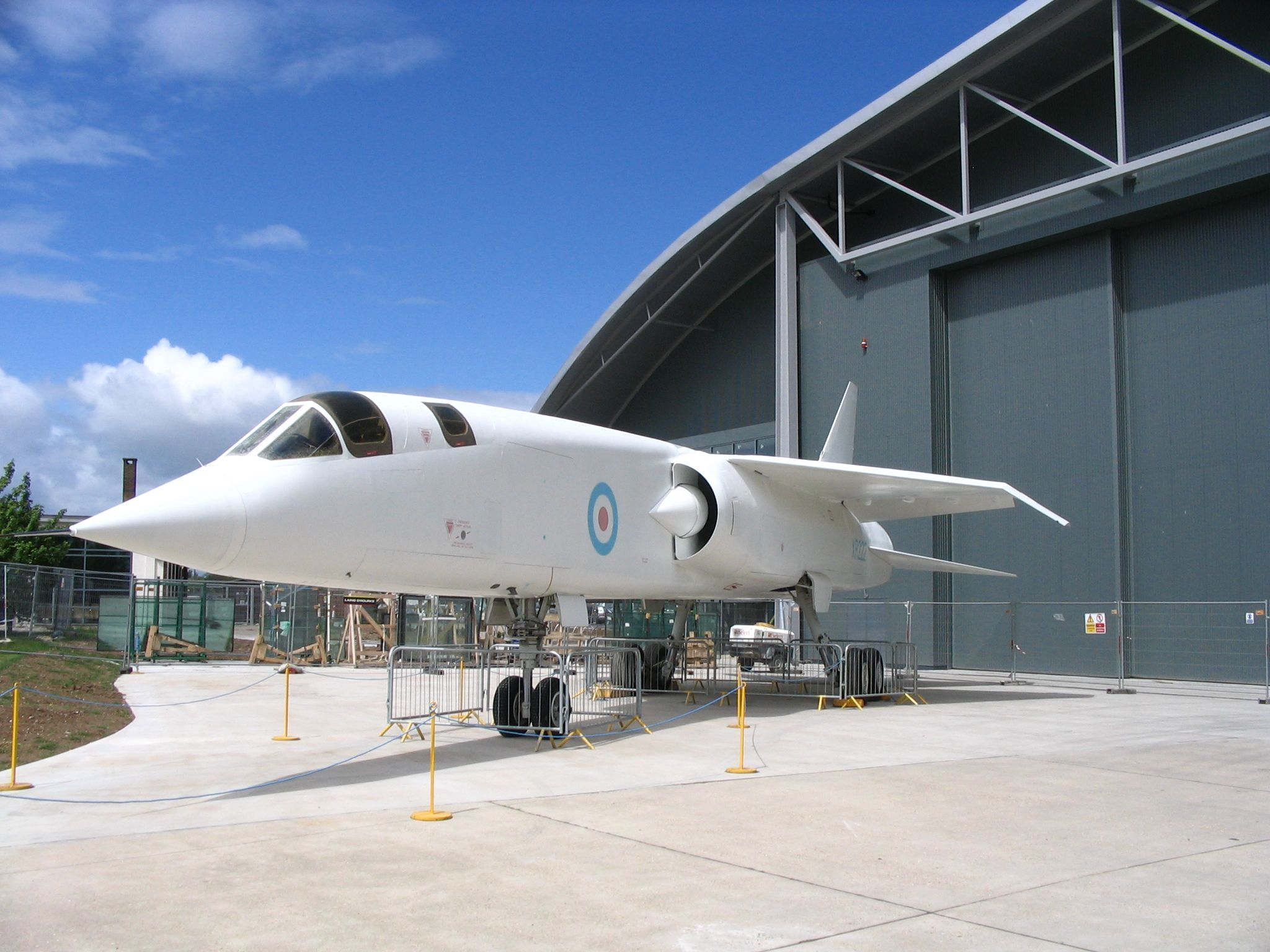
Il TSR-2 esposto al Duxford Imperial War Museum nella sua livrea bianco anti-flash: avrebbe dovuto volare per ore in regime di supercrociera.

Solo il Concorde e il sovietico Tu-144D, l’ultima versione del Tu-144, passavano la maggior parte del tempo dei loro voli in regime di supercrociera senza bisogno di postbruciatore. Per fare un paragone, alcuni aerei da combattimento che vengono dichiarati come “capaci di supercrociera” possono in realtà riuscirci solo senza l’impaccio di un carico esterno di armi. Sul Concorde, il postbruciatore veniva attivato per il decollo, per sopperire all’aumento di peso che si era verificato dopo i progetti iniziali, ma poiché era installato e quindi si poteva sfruttare, veniva utilizzato anche per l’accelerazione transonica, per ridurre il tempo necessario e il combustibile utilizzato per arrivare alla velocità di crociera. Il Tu-144D russo aveva invece motori più economici, senza postbruciatore, rispetto al Tu-144S, il che ne aumentò il raggio d’impiego a pieno carico, da 3.080 a 5.330 km (quello del Concorde era di 6.470 km).

## Utilizzo militare
Il termine “supercruise” (da cui l'italiano supercrociera) fu utilizzato originariamente per descrivere una richiesta di elevate prestazioni per un caccia, proposto dai colonnelli John Boyd, Pierre Sprey ed Everest Riccioni, esperti di strategia dell’USAF, proponenti del Falcon F-16.
Dopo l’entrata in produzione dell’F-16 essi incominciarono a lavorare su un progetto di caccia migliorato, con la capacità di volo supersonico sostenuto sul territorio nemico per un minimo di venti minuti. Poiché il combattimento aereo è spesso il risultato di una sorpresa, e la velocità del combattimento è determinata da quella dell’aereo inatteso, ciò avrebbe dato a un apparecchio capace di supercrociera, in molte situazioni tattiche, un sensibile vantaggio prestazionale. Il caccia richiesto avrebbe avuto una velocità di punta appena superiore a Mach 1, e una fuel fraction (o frazione di combustibile: il rapporto fra il peso del combustibile imbarcato e il peso lordo dell’aereo al decollo) superiore al 40%, il minimo richiesto per soddisfare il requisito dei venti minuti di volo supersonico. Il requisito sulla frazione di combustibile richiedeva un progetto molto essenziale, con poca elettronica evoluta. Dapprima l’USAF non mostrò interesse a quella proposta, ma anni dopo riprese il termine supercrociera e lo ridefinì, per applicarlo ai requisiti dell’Advanced Tactical Fighter, il programma che generò l’F-22 Raptor.

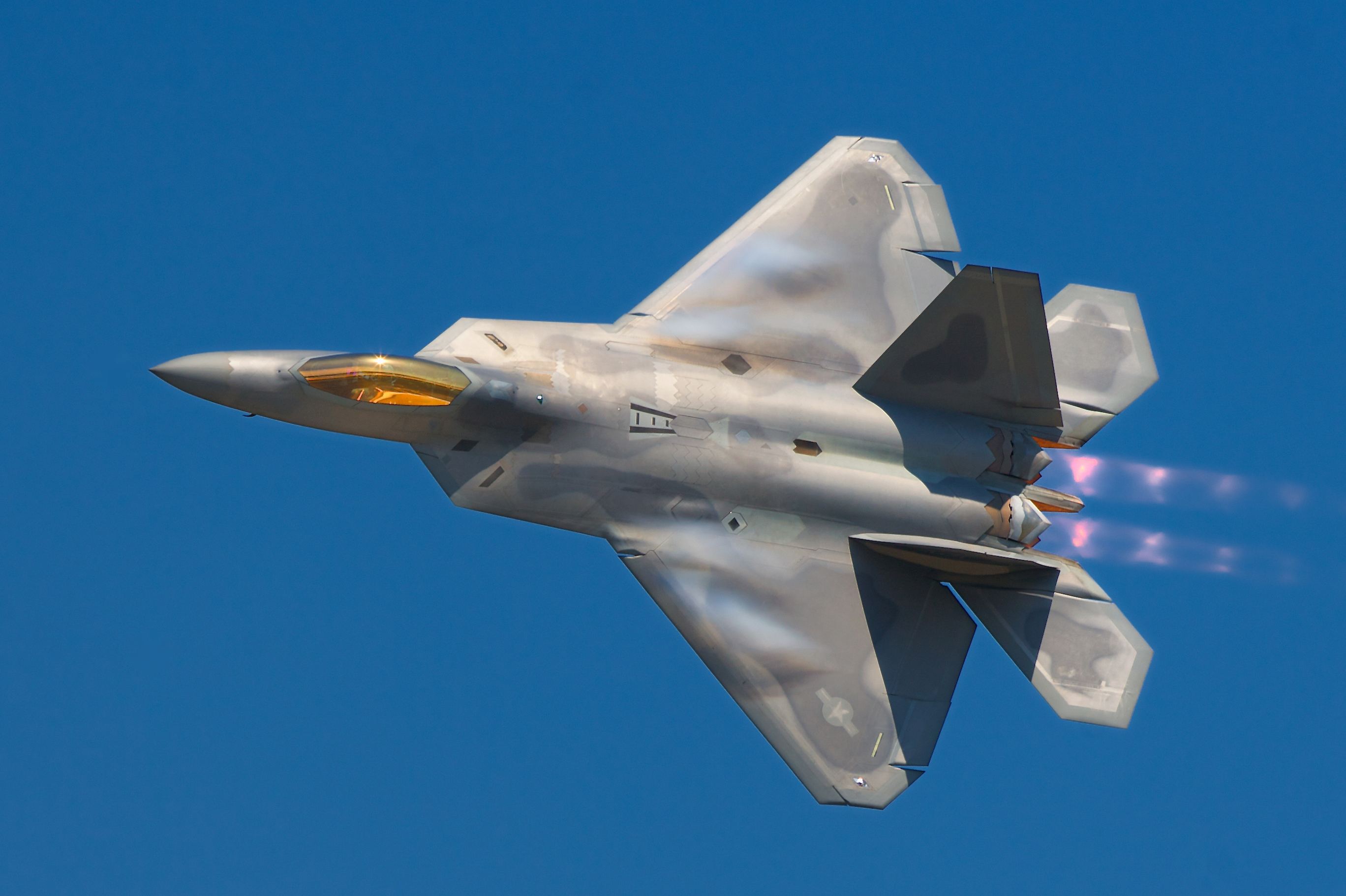
L'F-22 Raptor è capace di mantenere un regime di supercrociera a Mach 1,7 (ma in questa fotografia ha i postbruciatori accesi).

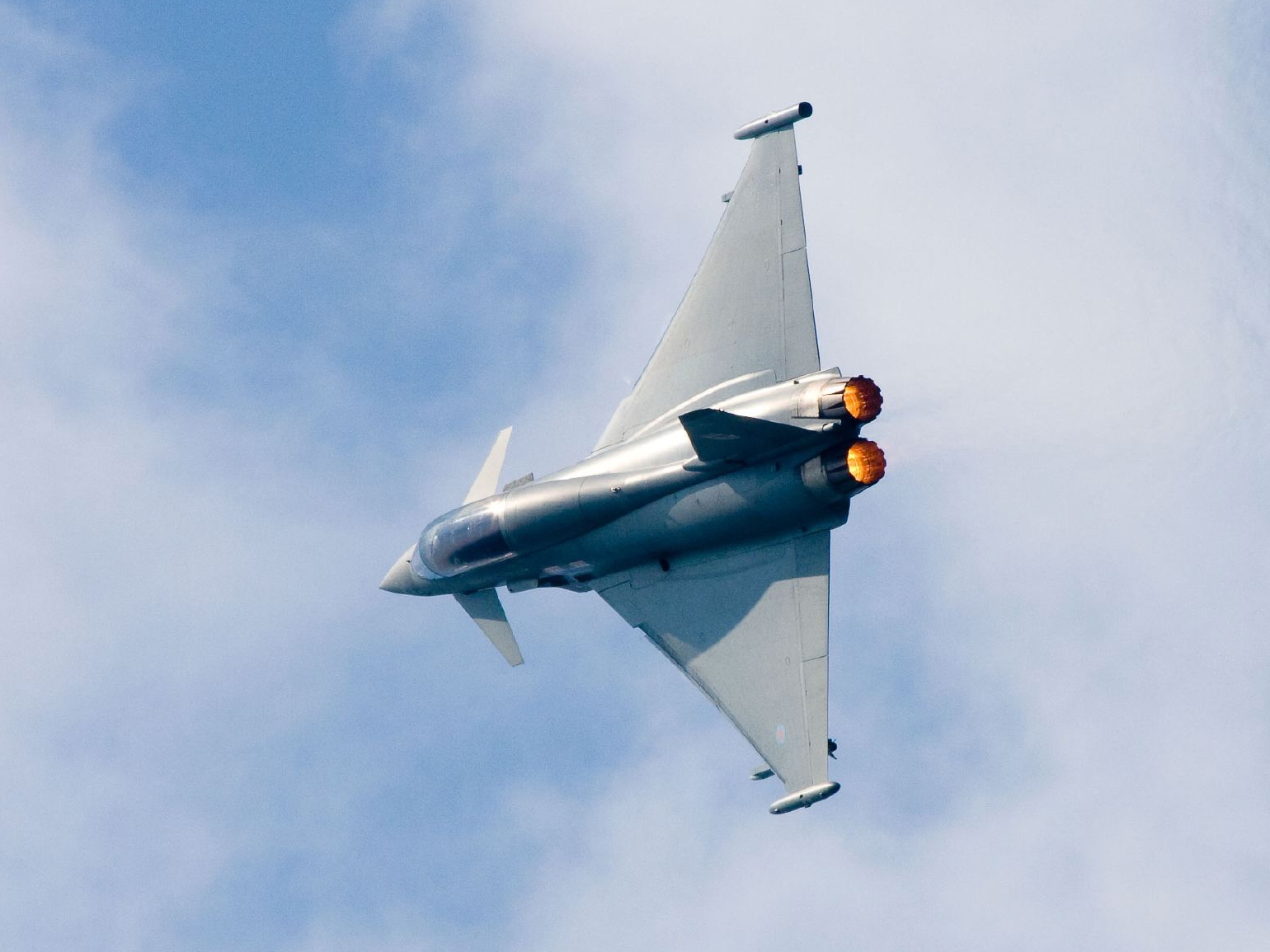
L'Eurofighter Typhoon è capace di mantenere un regime di supercrociera a Mach 1,5.

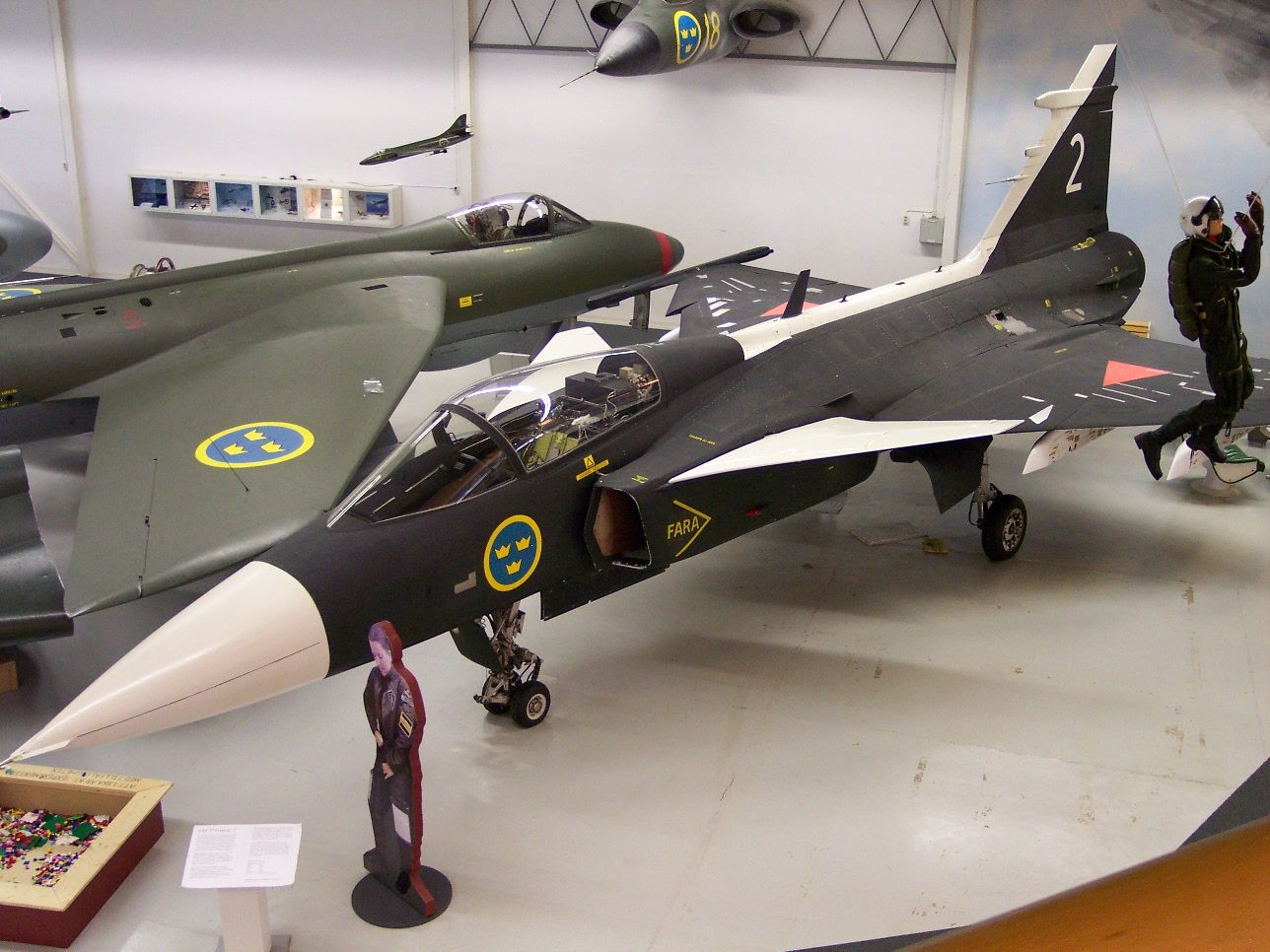
Il Gripen in un museo svedese. Questo caccia è capace di mantenere un regime di supercrociera a Mach 1,2

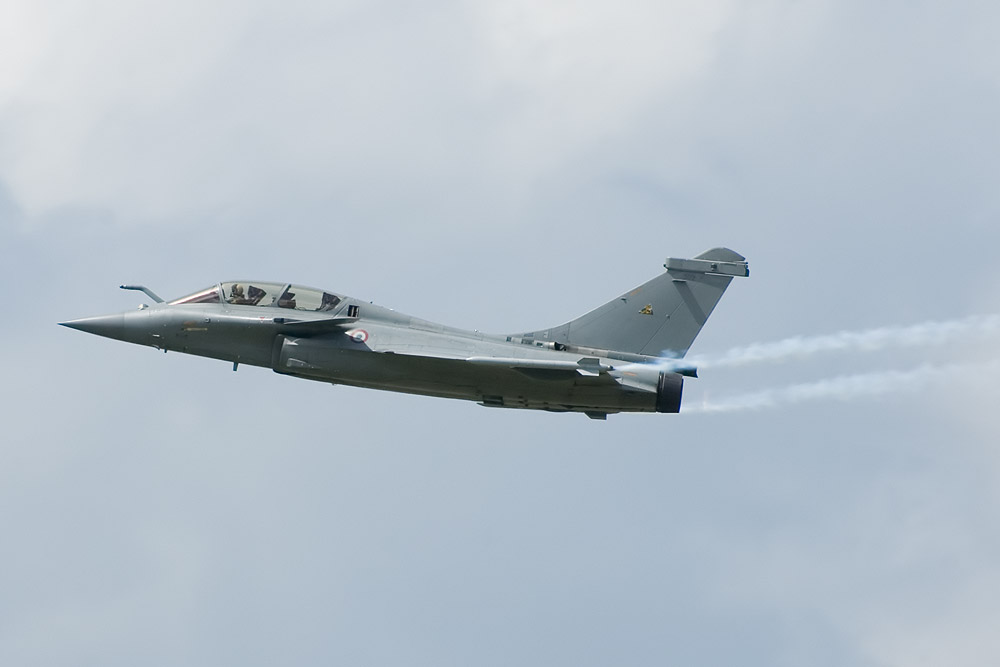
Il Dassault Rafale è capace di mantenere un regime di supercrociera a Mach 1,4.

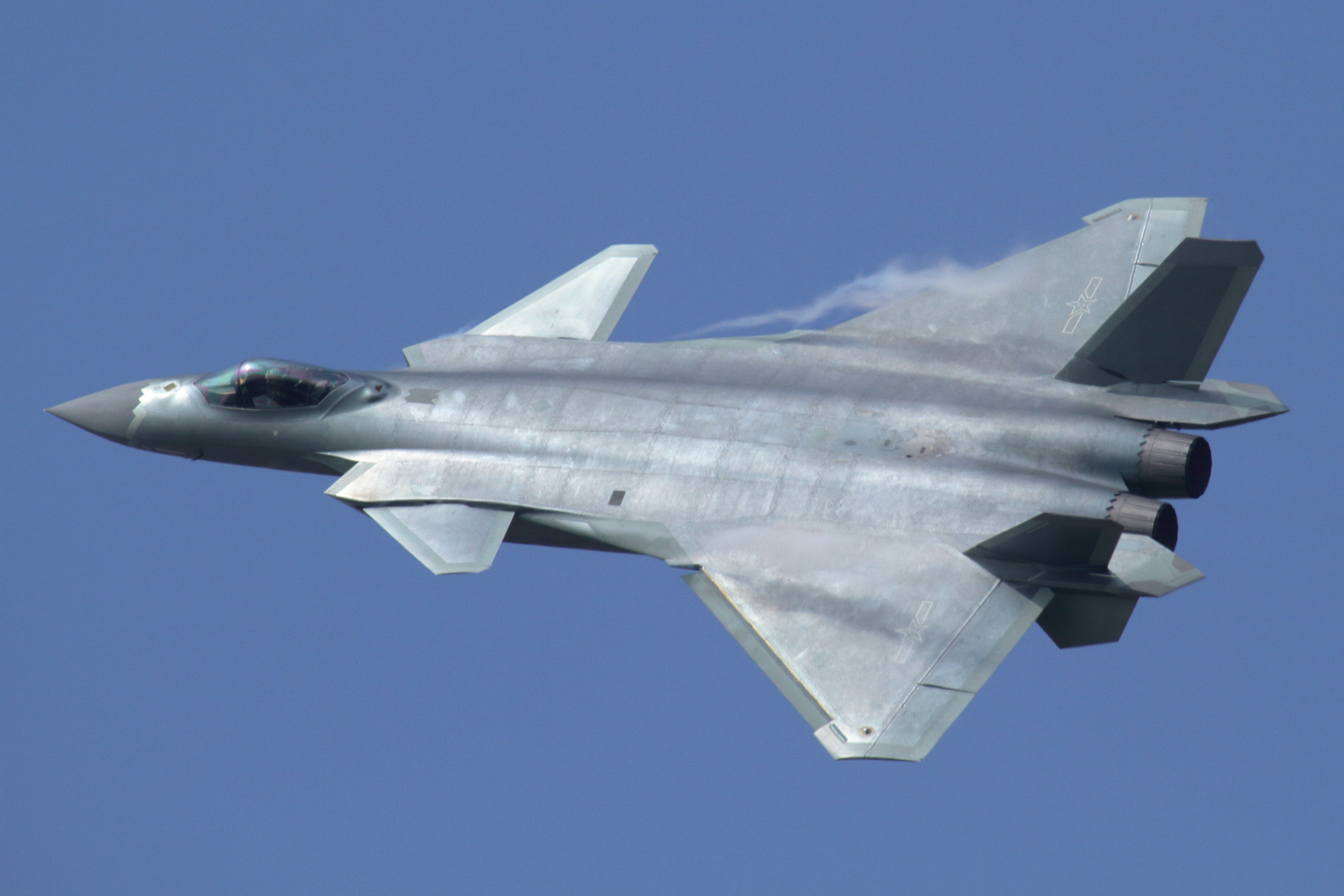
Il Chengdu J-20, il nuovo caccia stealth su cui la Cina sta lavorando per dargli capacità di supercrociera.

Le capacità di supercrociera dell’F-22 Raptor sono state presentate come un essenziale vantaggio prestazionale nei confronti di altri caccia: la sua velocità di supercrociera è stata confermata fino a circa Mach 1,7. Praticamente tutti i caccia a reazione attuali e passati, prima dell’F-22, hanno una velocità di crociera approssimativamente di Mach 0,8 - 0,9 quando devono trasportare un carico di armi militarmente significativo. In realtà, a parità di distanza percorsa, il volo in supercrociera utilizza più carburante che quello a velocità subsoniche. L’Air Force Association (organizzazione indipendente statunitense che studia le capacità delle forze aeree USA) stima che l’uso della supercrociera per un tratto di 100 miglia nautiche (190 km circa) durante una missione dell’F-22 ne diminuirebbe il raggio d’azione da circa 600 (1.110 km) a circa 450 miglia nautiche (830 km). Tale riduzione non è confermata ufficialmente, perché l’altitudine e il profilo di volo sono classificati, come la maggior parte delle caratteristiche dell’F-22, ma è comunque molto minore della riduzione che ne risulterebbe utilizzando un postbruciatore.

### Motori per supercrociera
Ci sono ben pochi motori in produzione che sono stati specificatamente progettati per permettere una supercrociera tatticamente significativa:
- Due Pratt & Whitney F119 motorizzano l’’F-22 Raptor, rendendolo il caccia in servizio più performante in termini di supercrociera. L’F-22 può volare in regime di supercrociera fino a Mach 1,7 senza carichi esterni[19].
- Il motore EJ200 costruito dalla EuroJet Turbo GmbH dà all’Eurofighter Typhoon capacità di supercrociera: l’aereo è capace di volare in tale regime fino a Mach 1,5 con il carico di un missile per superiorità aerea[13]. I piloti del Typhoon hanno confermato che Mach 1,3 si può ottenere anche in configurazione di combattimento con carichi esterni[20].
- Il General Electric F414G che equipaggia il caccia svedese JAS 39 Gripen NG è progettato per volare in supercrociera e ha dimostrato di poter far arrivare l’aereo fino a Mach 1,2[14].
- Due motori Snecma M88 equipaggiano il caccia francese Dassault Rafale, permettendogli di volare in supercrociera fino a Mach 1,3[21].
- In modo del tutto indipendente dai progetti occidentali, la Russia sta lavorando sull’Izdelje 30 e il RD33MKRU Morskaja Osa, nonché su un motore AL-41 completamente nuovo, con una riprogettazione completa, per dotare il caccia stealth Sukhoi Su-57 di capacità di supercrociera. Questo lavoro non pare ancora terminato, ma il motore di ripiego 117S prodotto per questo aereo sembra già aver ottenuto l’obiettivo della supercrociera. È stato annunciato recentemente che, durante una sessione di test, un caccia Su-35BM equipaggiato con questi motori, mentre questo stava volando appena oltre la velocità del suono ha continuato ad accelerare senza l’utilizzo del postbruciatore, facendo perciò supporre che abbia capacità di supercrociera, sebbene sia ancora da verificare se ciò sia possibile con un carico di combattimento[22]. Gli stessi motori AL-41F equipaggiavano anche il dimostratore tecnologico MiG 1.44, conosciuto anche come MiG-MFI (Multifunctional Frontline Fighter) e rimasto allo stadio di prototipo: anche per questo aereo si è supposta la capacità di supercrociera.
- Anche la Cina sta conducendo studi autonomi sul motore AL-41, per dotare il nuovo caccia stealth Chengdu J-20 di capacità di supercrociera. Il nuovo motore denominato WS-15, di concezione e produzione nazionale, dovrebbe equipaggiarne il modello definitivo; il propulsore sembra accreditato di una spinta di 17 000 kgN, dotato di un ugello di spinta vettoriale tridimensionale e teoricamente sarà capace di garantire al velivolo eccellenti prestazioni di supercrociera[16].

### Condizioni di volo in supercrociera
Tutti gli aeroplani conosciuti che hanno capacità di supercrociera possono raggiungere questa condizione solo a notevole altezza, dove l’aria è più rarefatta e quindi offre minor resistenza aerodinamica. Questo impedisce però l’utilizzo del volo a bassa quota per eludere il rilevamento da parte della difesa nemica.

### Altri aeromobili
I missili a statoreattore (o ramjet) volarono durante lo scorso secolo costantemente a velocità supersonica, ma non sono più in uso. Le loro evoluzioni, basate sul concetto di scramjet, hanno volato per ora solamente nel corso di brevi esperimenti.

## Aerei progettati per volare continuativamente con il postbruciatore

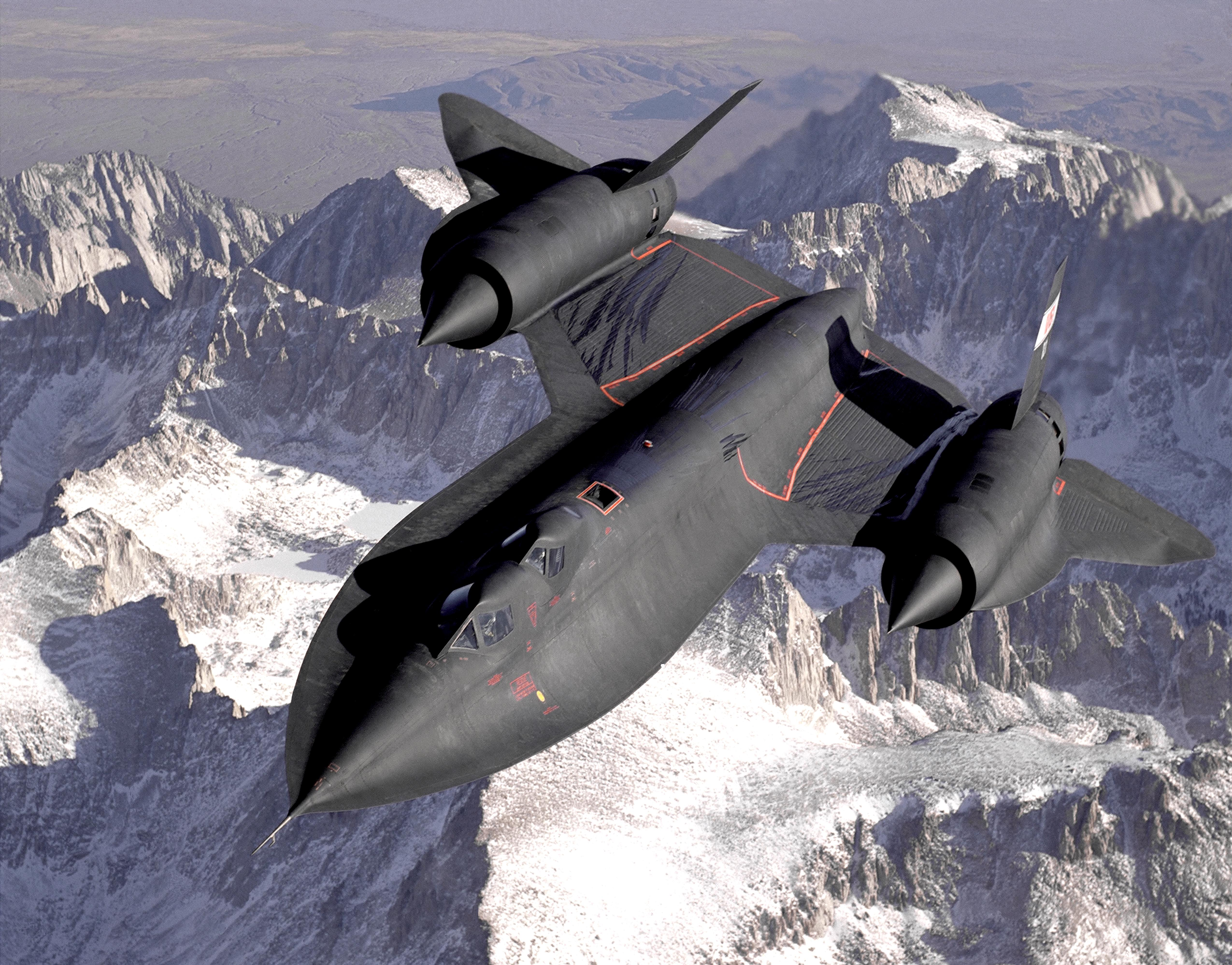
Il Lockheed SR-71 poteva volare continuativamente a Mach 3 con l'utilizzo di postbruciatori

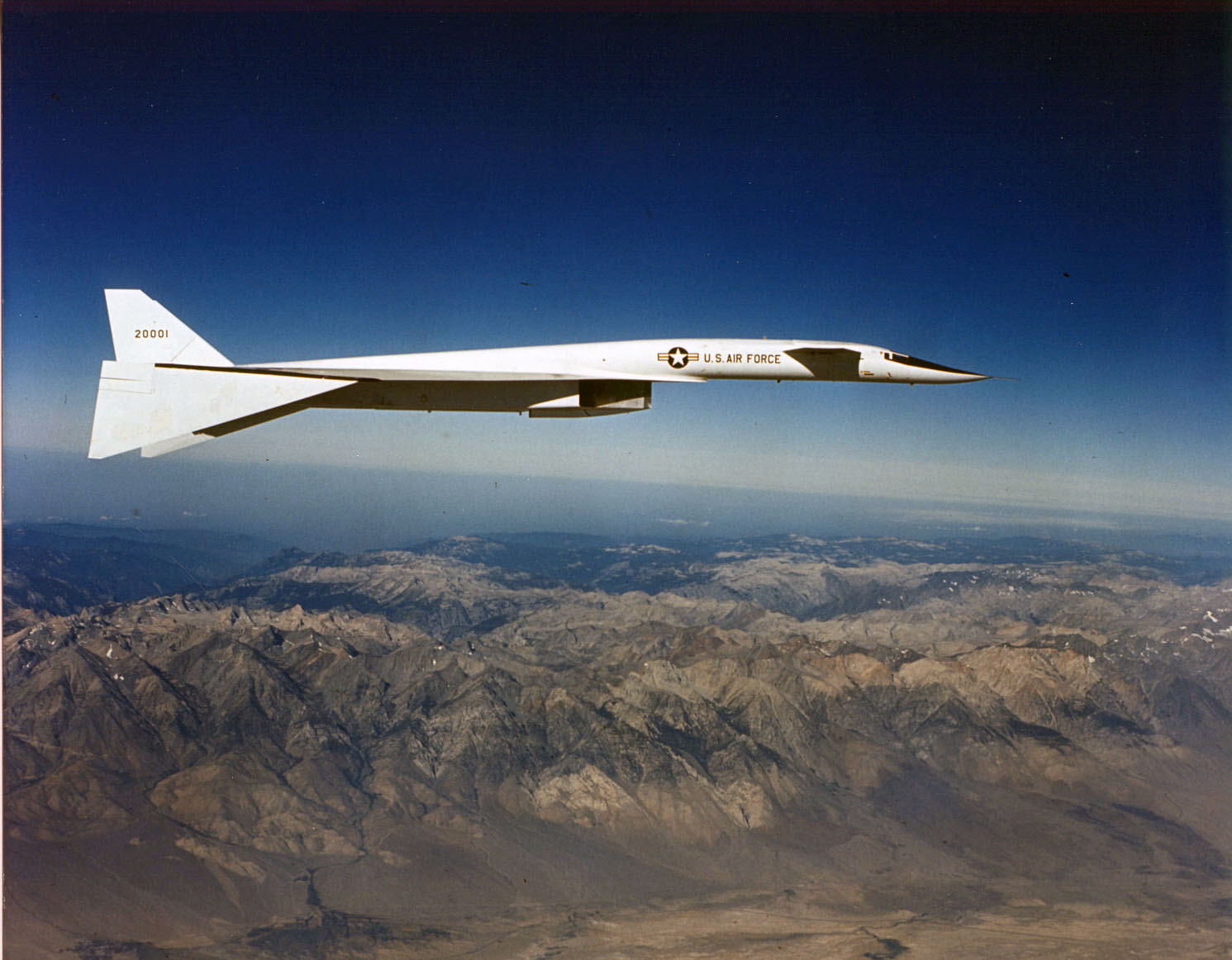
L’XB-70A Valkyrie era progettato per volare continuativamente a Mach 3 con l'utilizzo parziale di postbruciatori

Il motore Pratt & Whitney J58 usato nel Lockheed A-12 e nell’SR-71 Blackbird era progettato per regimi di volo continuativi a velocità supersonica con l’utilizzo di un postbruciatore. Le missioni dell’SR-71 erano compiute, utilizzando vari rifornimenti in volo, a differenti combinazioni di velocità ed altitudine. I voli con il massimo raggio d’azione erano effettuati con il postbruciatore impostato al minimo della portata per il 98% del tempo.
L’XB-70A Valkyrie usava sei motori General Electric YJ-93 per voli continuativi a Mach 3.0, la caratteristica distintiva del progetto. Diversamente dal motore J-58 dell’SR-71, il YJ-93 non necessitava di un combustibile speciale, ma dello JP-6 standard. Un postbruciatore parziale era utilizzato per il volo di crociera. Il prototipo XB-70A AV-2 mantenne per 32 minuti una velocità superiore a Mach 3 durante un singolo volo. Questo aereo era progettato per operare alla velocità di punta per periodi di ore, con raggio d’azione intercontinentale.

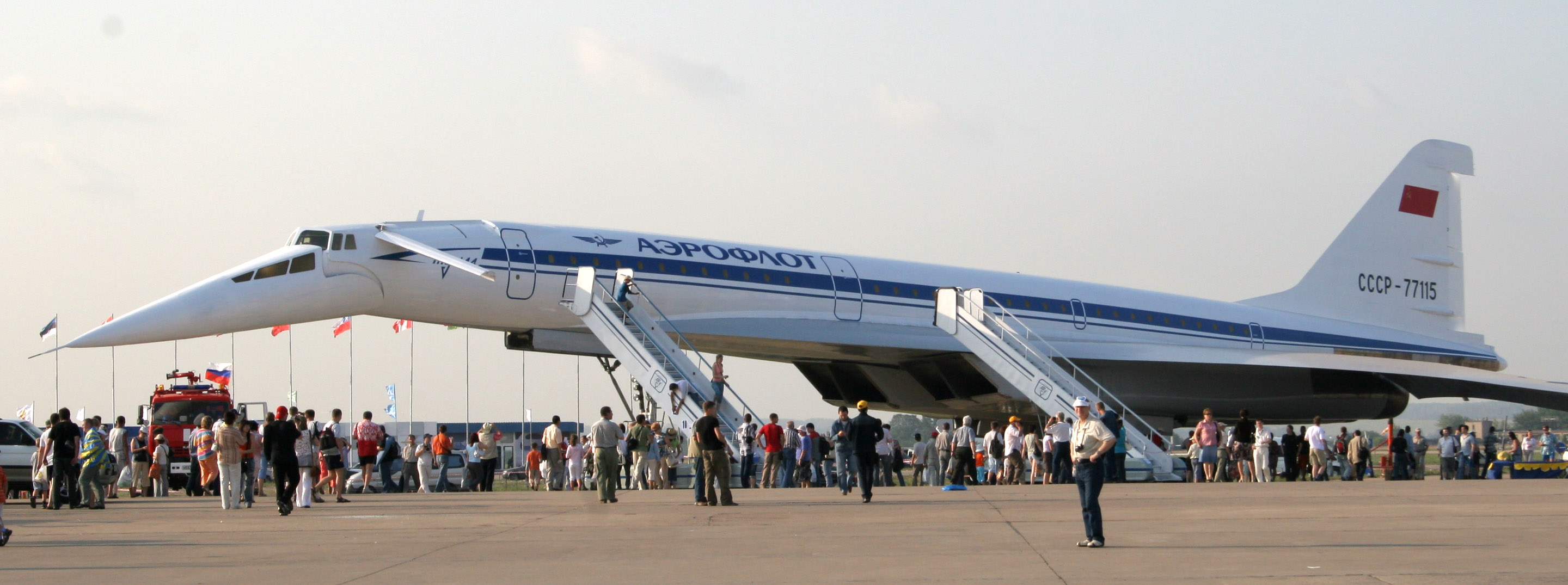
Il Tu-144D 77115 nella vecchia livrea dell'Aeroflot al MAKS Airshow del 2007. Solo quest'ultima variante aveva reali capacità di supercrociera.

## Aerei con capacità di supercrociera
- In servizio:
  - Dassault Rafale  Francia
  - Eurofighter Typhoon  Regno Unito  Italia  Germania  Spagna
  - Saab Gripen NG[27][28]  Svezia
  - Lockheed F-22 Raptor  Stati Uniti
  - Sukhoi Su-35[29]  Russia
- Prossimi all'entrata in servizio:
  - Sukhoi Su-57  Russia
  - Chengdu J-20  Cina
- Precedentemente in servizio:
  - English Electric Lightning[30]  Regno Unito
  - Lockheed SR -71 Blackbird  Stati Uniti
  - Lockheed A-12  Stati Uniti
- Prototipi / Solo sperimentali:
  - Nord Gerfaut  Francia
  - Mikoyan MiG 1.44  Russia
  - Lockheed YF-12  Stati Uniti
  - BAC TSR-2  Regno Unito
  - General Dynamics F-16XL  Stati Uniti
  - Northrop YF-23  Stati Uniti
  - Lockheed YF-22  Stati Uniti
  - North American XB-70 Valkyrie  Stati Uniti
- Civili:
  - Aérospatiale-BAC Concorde[31]  Francia /  Regno Unito
  - Tupolev Tu-144  Unione Sovietica